# Matthew Aucoin
Matthew Aucoin (Boston, 4 aprile 1990) è un compositore, direttore d'orchestra e pianista statunitense.

## Biografia
Nato e cresciuto a Boston, Matthew Aucoin ha studiato letteratura ad Harvard, laureandosi nel 2012. Qui ha iniziato a dirigere l'orchestra dell'Harvard College Opera nei loro allestimenti de Le nozze di Figaro e de Il pipistrello. Dopo la laurea si è specializzato in composizione alla Juilliard School sotto la supervisione di Robert Beaser.
Mentre studiava alla Juilliard ha lavorato come assistente direttore d'orchestra alla Metropolitan Opera House, mentre tra il 2013 e il 2015 è stato "Solti Conducting Apprentice" della Chicago Symphony Orchestra sotto la supervisione di Riccardo Muti. Aucoin è autore di cinque opere e numerose composizioni di musica da camera e ha ricevuto commissioni dalla Metropolitan Opera, la Carnegie Hall, Opera di Chicago e l'Università di Harvard. Nel 2018 ha ricevuto la MacArthur Fellowship.

## Opere
- From Sandover (2010)
- Hart Crane (2012)
- Crossing (2015)
- Second Nature (2015)
- Eurydice (2020)